# Бондзинь
Бондзинь (пол. Bądzyń) — село в Польщі, у гміні Тушин Лодзький-Східного повіту Лодзинського воєводства.
Населення — 91 особа (2011).

## Демографія
Демографічна структура станом на 31 березня 2011 року:
|          | Загалом | Допрацездатний вік | Працездатний вік | Постпрацездатний вік |
| -------- | ------- | ------------------ | ---------------- | -------------------- |
| Чоловіки | 48      | 12                 | 27               | 9                    |
| Жінки    | 43      | 8                  | 21               | 14                   |
| Разом    | 91      | 20                 | 48               | 23                   |